# Eugène Devéria

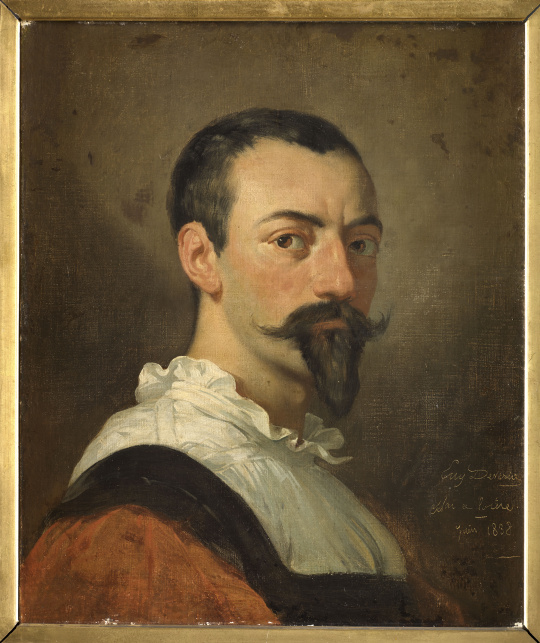
Eugène Devéria

Eugène Devéria (Parijs, 22 april 1805 - Pau, 3 februari 1865) was een Frans kunstschilder. Hij wordt gerekend tot de stroming van de romantiek en werd vooral bekend door zijn historische werken.

## Leven en werk
Devéria werd opgeleid door de neoclassicistische kunstschilders Guillaume Guillon-Lethière en Anne-Louis Girodet-Trioson. In 1824 exposeerde hij voor het eerst in de Parijse salon. Hij sloot zich aan bij de Franse romantische school, met Eugène Delacroix als belangrijkste voorman. Hij maakte vooral naam als historieschilder, maar was ook een veelgevraagd portrettist.
Devéria was samen met zijn broer Achille ook lid van Charles Nodiers literaire kring "Le Cénacle", waarvan ook Victor Hugo deel uitmaakte. In 1836 trok hij zich terug in Pau, waar hij in 1865 overleed, 59 jaar oud.

## Galerij

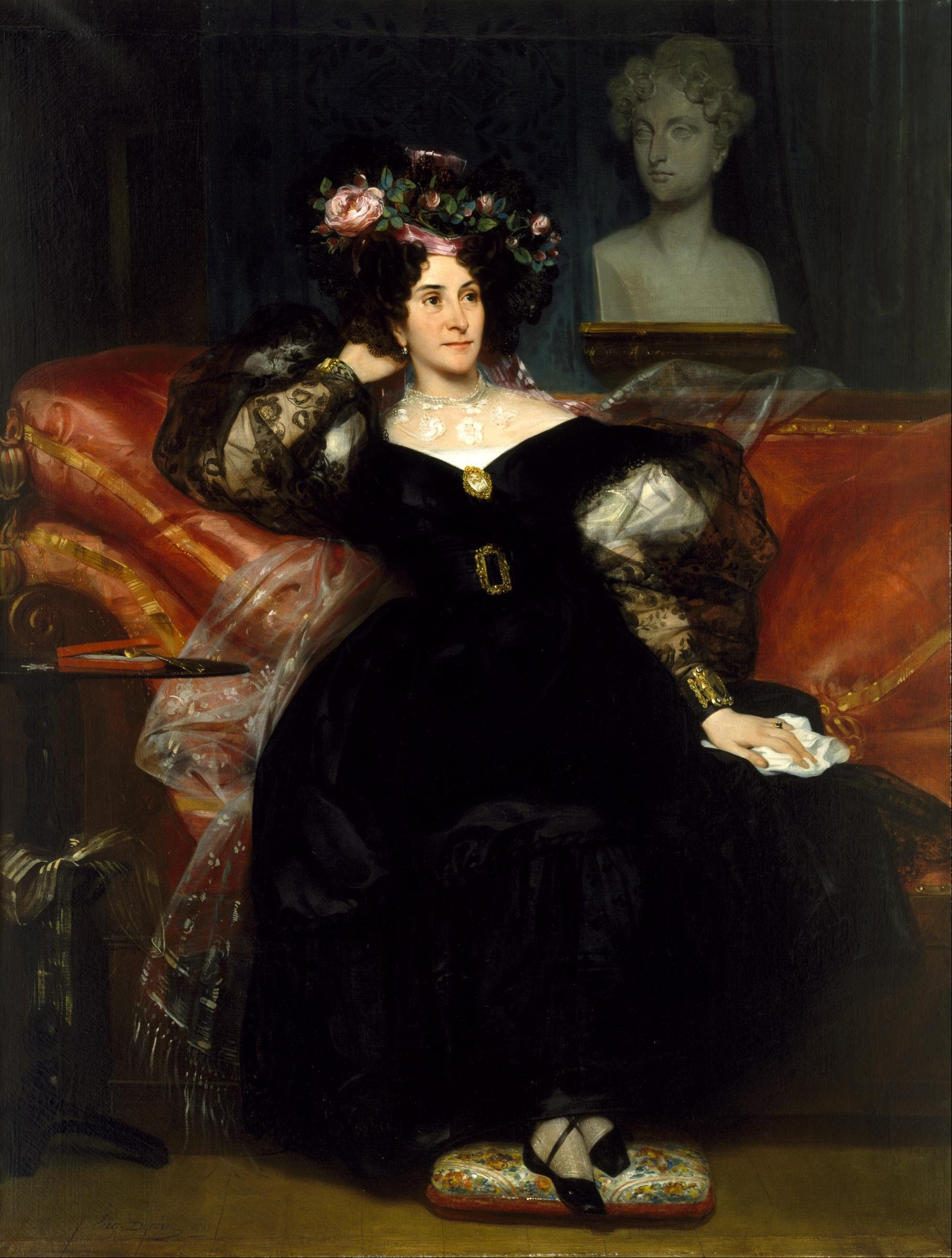
Portrait of Mme. Jule-Antoine Droz
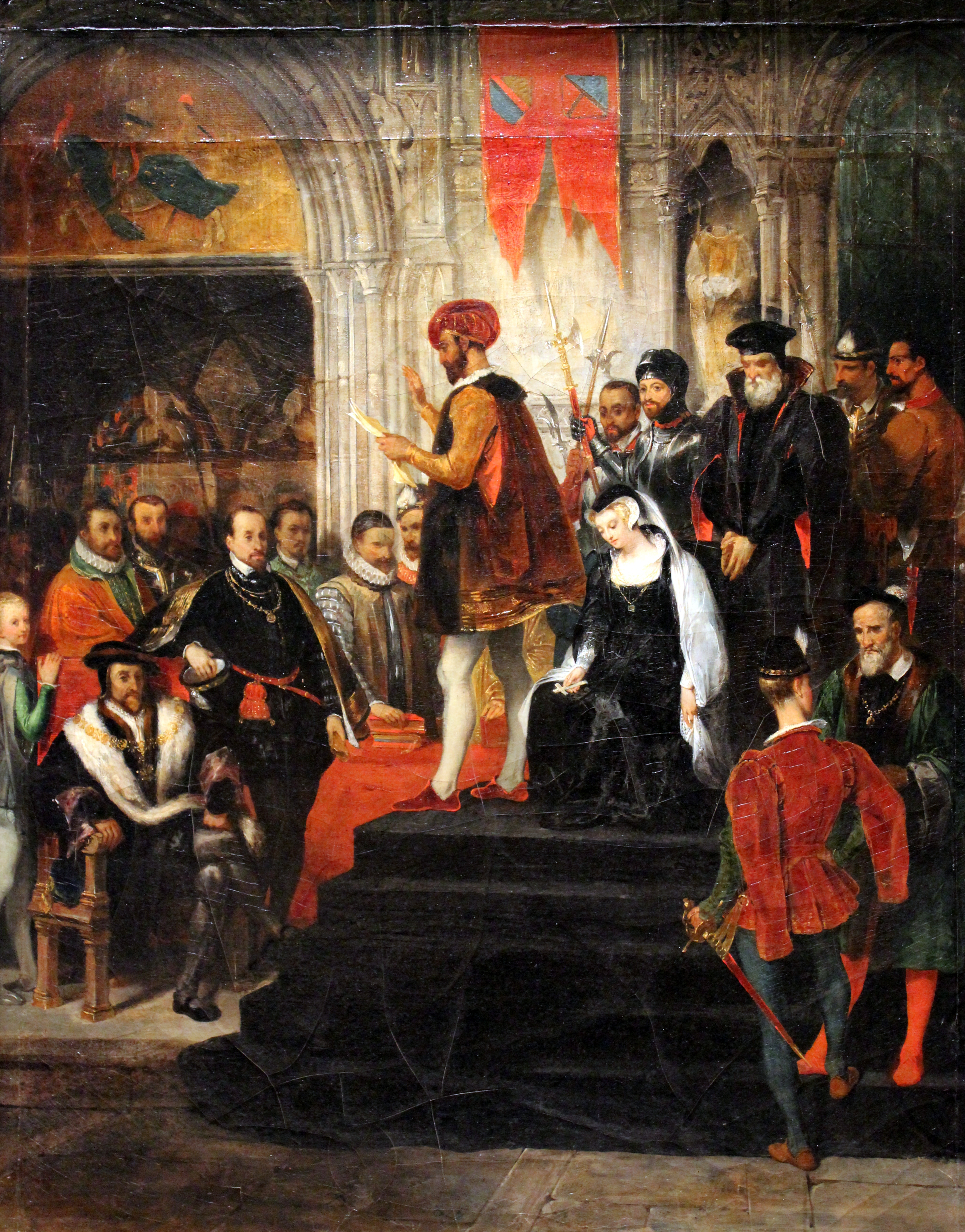
La Lecture de la sentence de Marie Stuart - Eugène Devéria
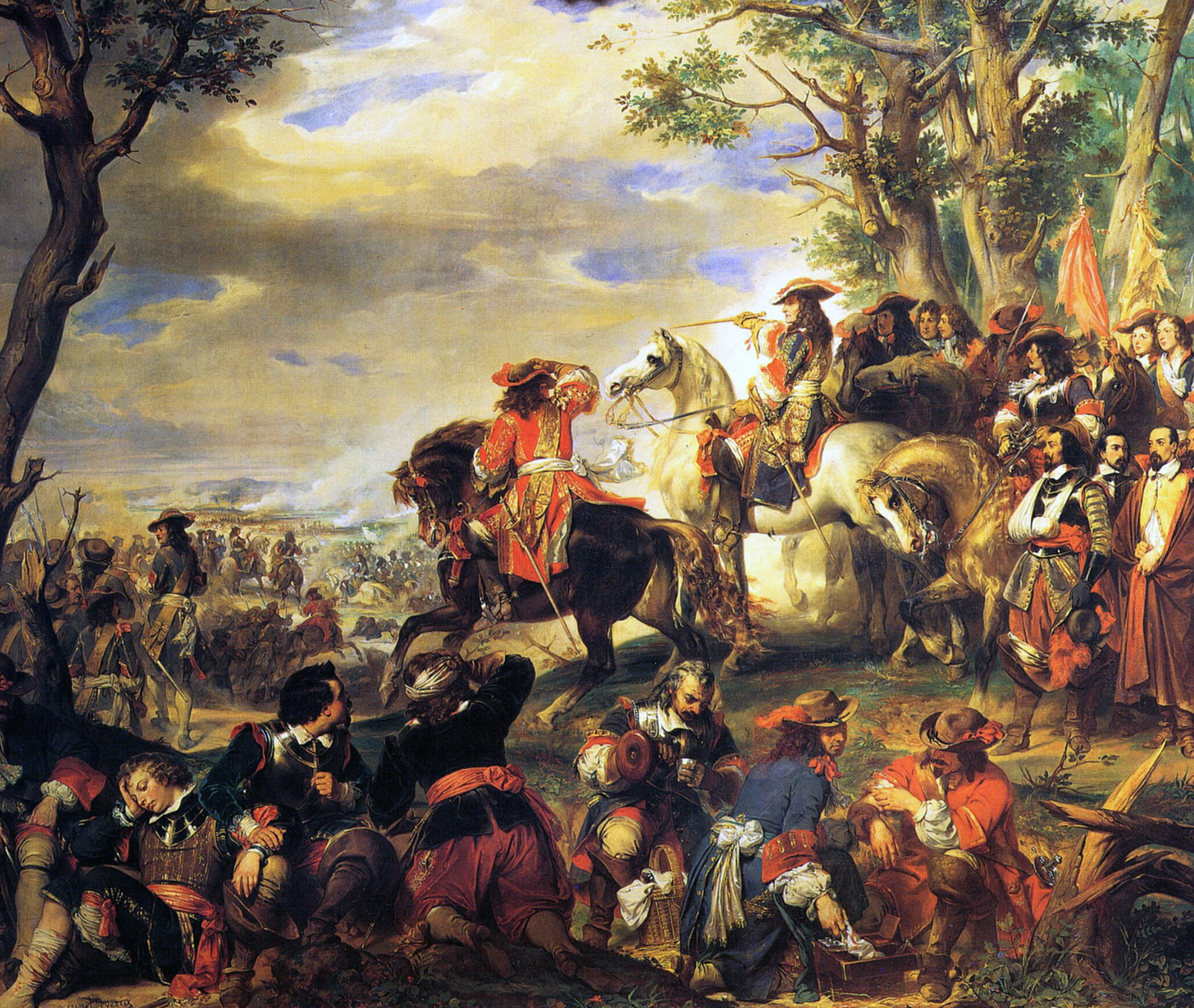
Bataille de La Marsaille, 4 octobre 1693